# Adolf Fick

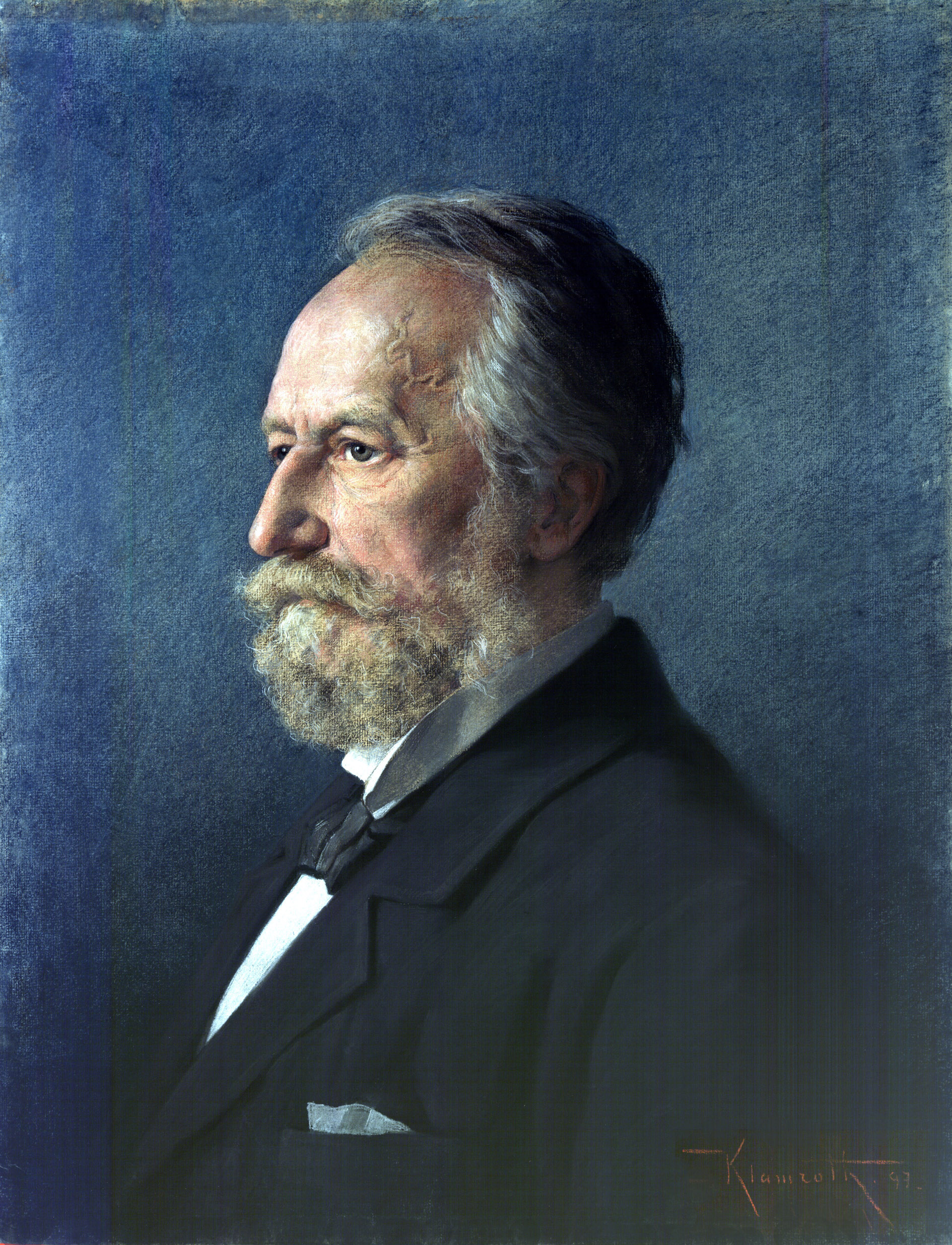
Adolf Fick, Gemälde von Anton Klamroth, 1897

Adolf Fick, auch Adolph Fick, (* 3. September 1829 in Kassel; † 21. August 1901 in Blankenberge, Westflandern, Belgien) war ein deutscher Physiologe, der als Hochschullehrer in Zürich und Würzburg wirkte. Fick gehörte zu den bedeutendsten Vertretern einer physikalisch-mathematisch fundierten, experimentellen Physiologie.

## Leben
Fick studierte anfangs entsprechend seiner besonderen Begabung ab 1847 Mathematik in Marburg a. d. Lahn. Bald ließ er sich jedoch, beeinflusst von dem mit ihm befreundeten Physiologen Carl Ludwig, davon überzeugen, dass sein Talent in der Medizin auf einen besonders fruchtbaren Boden fallen würde. Das Studium in Marburg und ab 1849 in Berlin schloss er 1851 mit der Promotionsarbeit Tractatus de errore optico ab, worin er den Astigmatismus als Brechungsfehler auf unterschiedliche Hornhautkrümmungen zurückführte. Die Promotion erfolgte in Marburg. Ein Jahr zuvor hatte er bereits grundlegende Betrachtungen über die Statik der Muskulatur des Oberschenkels veröffentlicht.
Er begann 1852 als Prosektor unter Ludwig in Zürich zu arbeiten. 1853 habilitierte er sich ebenfalls in Zürich, wo er 1856 eine außerordentliche Professur für anatomische und physiologische Hilfswissenschaften und 1861/62 die ordentliche Professur für Physiologie erhielt. 1868 wechselte er einem Ruf folgend nach Würzburg, wo er bis 1899 den Lehrstuhl für Physiologie bekleidete und auch (1872) als Dekan amtierte. Die mathematische Grundrichtung Ficks hat sich in seinen zahlreichen wissenschaftlichen Arbeiten deutlich niedergeschlagen. 1851 publizierte er grundlegende Untersuchungen über Augenbewegungen, 1855 stellte er auf empirischer Basis die beiden Grundgesetze der Diffusion auf. Albert Einstein gelang es Anfang des 20. Jahrhunderts, die Fickschen Gesetze streng aus der Thermodynamik abzuleiten und so der Diffusion ein sicheres theoretisches Fundament zu geben. 1856 erschien das erste größere Werk Die medicinische Physik, das durchaus mathematisch ausgerichtet war, wenn auch Formeln vermieden wurden. 1858 erörterte Fick zum ersten Mal die Anpassung der Muskelfaserlänge an ihre Funktion als gesetzmäßigen biologischen Vorgang. 1860 erschien das Compendium der Physiologie mit Einschluss der Entwicklungsgeschichte, 1862 folgte die Erfindung des Pendelmyographions, ein verbessertes Myographion zur Messung von Muskelzuckungen, 1864 des Sphygmographen. Im selben Jahr erschien das Lehrbuch der Anatomie und Physiologie der Sinnesorgane.
Mit seinem Freund Johannes Wislicenus widerlegte Fick 1865 durch eine Bergtour die Liebigsche Hypothese, dass bei der Muskelarbeit der Muskel selbst, also eine stickstoffhaltige Substanz, verbrenne. Beide Forscher lebten zunächst einige ruhige Tage ausschließlich von stickstofffreien Nahrungsmitteln und bestimmten die Menge des im Harn ausgeschiedenen Stickstoffs. Danach stiegen sie auf das 2680 m hohe Faulhorn und leisteten damit eine große Muskelarbeit. Dabei war jedoch die Stickstoffausscheidung kaum größer als zuvor. Damit war Liebig widerlegt, als hauptsächliche Muskelbrennstoffe kamen nur noch Kohlenhydrate und/oder Fette infrage.
Auf Fick geht die exakte Definition der isometrischen und isotonischen Muskelverkürzungen zurück. 1870 wies Fick den klassischen Weg zur Bestimmung des Herzminutenvolumens aus der arteriovenösen Sauerstoffdifferenz. Die Methode wurde später zum Fickschen Prinzip verallgemeinert, wonach der Fluss eines von einem Organ aufgenommenen oder von ihm abgegebenen Indikators der Differenz der Indikatorflüsse im Zuflusstrakt und im Ausflusstrakt entspricht. 1868 folgte die Erfindung des später von Mosso „Plethysmograph“ benannten Instruments zur Aufzeichnung der Blutgeschwindigkeit in der Armarterie des Menschen. Darauf folgten die zahlreichen Arbeiten über Muskelwärme, die zu den Fundamenten der modernen Physiologie gehören. Fick erfand 1888 ein Applanationstonometer zur Messung des Augendrucks. Die Erfindung der Kontaktlinsen geht allerdings auf seinen Neffen Adolf Gaston Eugen Fick zurück.
Außer Abhandlungen philosophischen und mathematischen Inhaltes hat Fick auch viele allgemeinverständliche Aufsätze veröffentlicht. Leidenschaftlich nahm Fick Stellung zu den politischen Fragen der Reichsgründung und der von ihm bedauerten Kleindeutschen Lösung ohne Österreich; er gehörte zu den Gründern des Allgemeinen Deutschen Schulvereins und der Deutschen Kolonialgesellschaft. 1891 war Fick Mitglied des 75-köpfigen Gründungsausschusses des Alldeutschen Verbandes. Er war Mitglied der Gesellschaft Deutscher Naturforscher und Ärzte.
Adolf Fick und seine Frau Emilie waren Eltern des Anatomen Rudolf Fick, der am 24. Februar 1866 in Zürich zur Welt kam. Ihre Tochter Elisabeth wurde Gemahlin des Nervenarztes Clemens Gudden.

## Auszeichnungen und Würdigungen
Fick war Ehrendoktor der philosophischen Fakultät der Universität Leipzig, Mitglied der Akademien der Wissenschaften in Berlin, München, Stockholm, Uppsala, Lund, Florenz, Inhaber der goldenen Cothenius-Medaille der Leopoldina. Außer den höchsten Orden verlieh ihm die bayerische Krone den Titel „Geheimer Rath“ und den persönlichen Adel, Fick machte jedoch keinen Gebrauch von diesen Auszeichnungen, weil dies seiner sprichwörtlichen Bescheidenheit und seiner starken Liebe zur bürgerlichen Freiheit widersprochen hätte.
Zum Gedächtnis an Adolf Fick wird alle fünf Jahre der Adolf-Fick-Preis an einen herausragenden Physiologen des deutschen Sprachraums verliehen. Der Preis gilt als die wichtigste Auszeichnung auf dem Gebiet der deutschsprachigen Physiologie.

## Schriften (Auswahl)
- Gesammelte Schriften. Hrsg.: R. Fick. Stahel’sche Verlags-Anstalt, Würzburg (1903–1905; 1903: Band I und II, 1904 Band III, 1905 Band IV).
- Über die Messung des Blutquantums in den Herzventrikeln. In: Verhandlungen der Physikalisch-medizinischen Gesellschaft zu Würzburg. Neue Folge 2, Band 16, 1872.